# Armageddon Time
Armageddon Time és una pel·lícula estatunidenca de 2022, que s'inscriu dins del gènere del coming-of-age i del drama. La pel·lícula està escrita, dirigida i produïda per James Gray, i és protagonitzada per Anne Hathaway, Jeremy Strong, Banks Repeta, Jaylin Webb i Anthony Hopkins.
La història s'inspira en l'infancia del propi James Gray, i segueix a un nen jueu estatunidenc que fa amistat amb un rebel company de classe africà estatunidenc. També haura de tractar amb les expectatives de la seva família i amb les dificultats de créixer en un món de privilegis, desigualtat i prejudici.
La pel·lícula fou filmada en Nova Jersey amb el cinematògraf Darius Khondji.
Armaggedon Time va estrenar-se mundialment al Festival de Canes de 2022 el 19 de maig d'aquell any, i fou estrenada en Estats Units en una estrena limitada el 28 d'octubre de 2022, per Focus Features, abans de la seva àmplia expansió el 4 de Novembre. La pel·lícula va rebre crítiques generalment positives.

## Repartiment
- Banks Repeta com Paul Graff.
- Anne Hathaway com Esther Graff, mare d'en Paul i filla d'en Aaron.
- Jeremy Strong com Irving Graff, pare d'en Paul.
- Jaylin Webb com Johnny Davis, l'amic i company de classe afroamericà d'en Paul.
- Anthony Hopkins com Aaron Rabinowitz, avi d'en Paul.
- Ryan Sell com Ted Graff, germà gran d'en Paul.
- Tovah Feldshuh com Mickey Rabinowitz, àvia d'en Paul.
- Andrew Polk com Mr. Turkeltaub, professor d'en Paul.
- Dane West com Topper Lowell, company de classe de l'escola privada d'en Paul.
- Landon James Forlenza com Chad Eastman, amic d'en Topper.
- Richard Bekins com Headmaster Fitzroy.
- Jacob MacKinnon com Edgar Romanelli.
- Domenick Lombardozzi com sergent de policía D'Arienzo.
- John Diehl com Fred Trump, un famós home de negocis i pare de la Maryanne.
- Jessica Chastain com Maryanne Trump, filla d'en Fred.

## Llançament
La pel·lícula s'estrenà en el Festival de Canes de 2022 el 19 de maig de 2022, on va rebre una ovació de peu de set minuts per part de l'audiència. La seva estrena limitada començà en Estats Units el 28 d'octubre de 2022, abans de la seva expansió per tot el país el 4 de novembre. Va ser distribuïda per Focus Features en els Estats Units, mentre que internacionalment la pel·lícula va ser distribuïda per Universal Pictures.

## Recepció
En la pàgina web d'agregació de ressenyes Rotten Tomatoes el 75% de les 194 ressenyes de crítics són positives, amb una nota mitja de 6.8/10. En Metacritic, que utilitza una mitjana ponderada, té assignada una nota de 74 sobre 100 basada en 52 ressenyes, indicant "crítiques generalment favorables".